# Wydział Mechatroniki i Budowy Maszyn Politechniki Świętokrzyskiej
Wydział Mechatroniki i Budowy Maszyn Politechniki Świętokrzyskiej – jeden z pięciu wydziałów Politechniki Świętokrzyskiej.

## Kierunki kształcenia
Dostępne kierunki:
- Automatyka i Robotyka (studia I i II stopnia)
- Informatyka Przemysłowa (studia I stopnia)
- Inżynieria Bezpieczeństwa (studia I stopnia)
- Transport (studia I stopnia)
- Transport i Logistyka (studia II stopnia)
- Mechanika i Budowa Maszyn (studia I i II stopnia)
- Mechanika i Budowa Maszyn – studia w języku angielskim (studia I stopnia)
- Wzornictwo Przemysłowe (studia I stopnia)

Wydział posiada także uprawnienia do nadawania stopni: doktora oraz doktora habilitowanego w dziedzinie nauk inżynieryjno-technicznych w dyscyplinie inżynieria mechaniczna.

## Władze Wydziału
W kadencji 2020–2024:
| Stanowisko                             | Imię i nazwisko                       |
| -------------------------------------- | ------------------------------------- |
| Dziekan                                | dr hab. Jakub Takosoglu, prof. PŚk    |
| Prodziekan ds. Studenckich i Dydaktyki | dr inż. Michał Skrzyniarz             |
| Prodziekan ds. Studenckich i Dydaktyki | dr hab. inż. Paweł Zmarzły, prof. PŚk |

## Struktura organizacyjna

### Centrum Laserowych Technologii Metali
Dyrektor: dr hab. inż. Norbert Radek, prof. PŚk
- Katedra Eksploatacji, Technologii Laserowej i Nanotechnologii
- Katedra Automatyki i Robotyki

### Pozostałe jednostki
| Katedra                                                       | Kierownik                                          |
| ------------------------------------------------------------- | -------------------------------------------------- |
| Katedra Mechaniki i Procesów Cieplnych                        | prof. dr hab. inż. Magdalena Piasecka              |
| Katedra Podstaw Konstrukcji Maszyn i Technologii Mechanicznej | dr inż. Łukasz Nowakowski                          |
| Katedra Pojazdów Samochodowych i Transportu                   | dr hab. inż. Rafał Jurecki, prof. PŚk              |
| Katedra Mechatroniki i Uzbrojenia                             | prof. dr hab. inż. Zbigniew Koruba                 |
| Katedra Metrologii i Niekonwencjonalnych Metod Wytwarzania    | dr hab. inż. Krzysztof Stępień, prof. PŚk          |
| Katedra Metaloznawstwa i Technologii Materiałowych            | dr hab. inż. Joanna Borowiecka-Jamrozek, prof. PŚk |